# Kamel Kherkhache
Kamel Kherkhache (ur. 21 marca 1973) – piłkarz algierski grający na pozycji napastnika.

## Kariera klubowa
Karierę piłkarską Kherkhache rozpoczął w klubie USM Aïn Beïda. W 1993 roku zadebiutował w nim w drugiej lidze algierskiej. W 1995 roku awansował z nim do pierwszej ligi. W 1997 roku spadł z USM Aïn Beïda do drugiej ligi. W 1999 roku odszedł do USM Blida, gdzie grał przez 3 lata. Latem 2002 został zawodnikiem MO Constantine i w 2003 roku został z nim zdegradowany do drugiej ligi. Z kolei w 2004 roku wrócił do USM Aïn Beïda, a w 2008 roku przeszedł do AB Mérouana. W 2011 zakończył karierę.

## Kariera reprezentacyjna
W reprezentacji Algierii Kherkhache zadebiutował 5 czerwca 1998 roku w przegranym 0:2 towarzyskim meczu z Bułgarią. W 2002 roku został powołany do kadry Algierii na Puchar Narodów Afryki 2002. Na tym turnieju rozegrał 2 mecze: z Nigerią (0:1) i z Mali (0:2). W kadrze narodowej od 1998 do 2002 roku rozegrał 10 meczów i strzelił 2 gole.